# Плавучий (заказник)
Острів Плавучий — загальнозоологічний заказник місцевого значення в Черкаському районі Черкаської області.

## Опис
Знаходиться на однойменному острові у верхній частині Кременчуцького водосховища біля с. Хрещатик Черкаського району. Площа — 405 га. Створений рішенням Черкаської обласної ради. Відповідальна установа — Тубільцівська сільська рада.
Острів сформований алювіально-делювіальними і органо-акумулятивними відкладами та вкритий рослинними угрупованнями осоки гостровидної, рогозу вузьколистого. Значні площі зайняті заростями аморфи кущової з рідкостійним деревостаном верби білої та інших деревних порід. Рідше зустрічаються формації осоки прибережної, лепешняку великого, очеретянки звичайної, зизанії широколистої.
Досить багата фауна острова. На ньому зустрічаються види, занесені до Червоної книги України — орлан-білохвіст (гніздовий), лелека чорний (під час міграцій) та інші. Серед ссавців мешкають дика коза, собака єнотоподібний, лисиця звичайна та інші.
Мілководдя острова відіграють велике значення для нересту багатьох видів риб.
Як об'єкт природно-заповідного фонду створено рішенням Черкаської обласної ради від 06.06.2008 р. № 18-13/У.
Існує проєкт створення Канівського біосферного заповідника із включенням до його складу острова Плавучий.

## Галерея

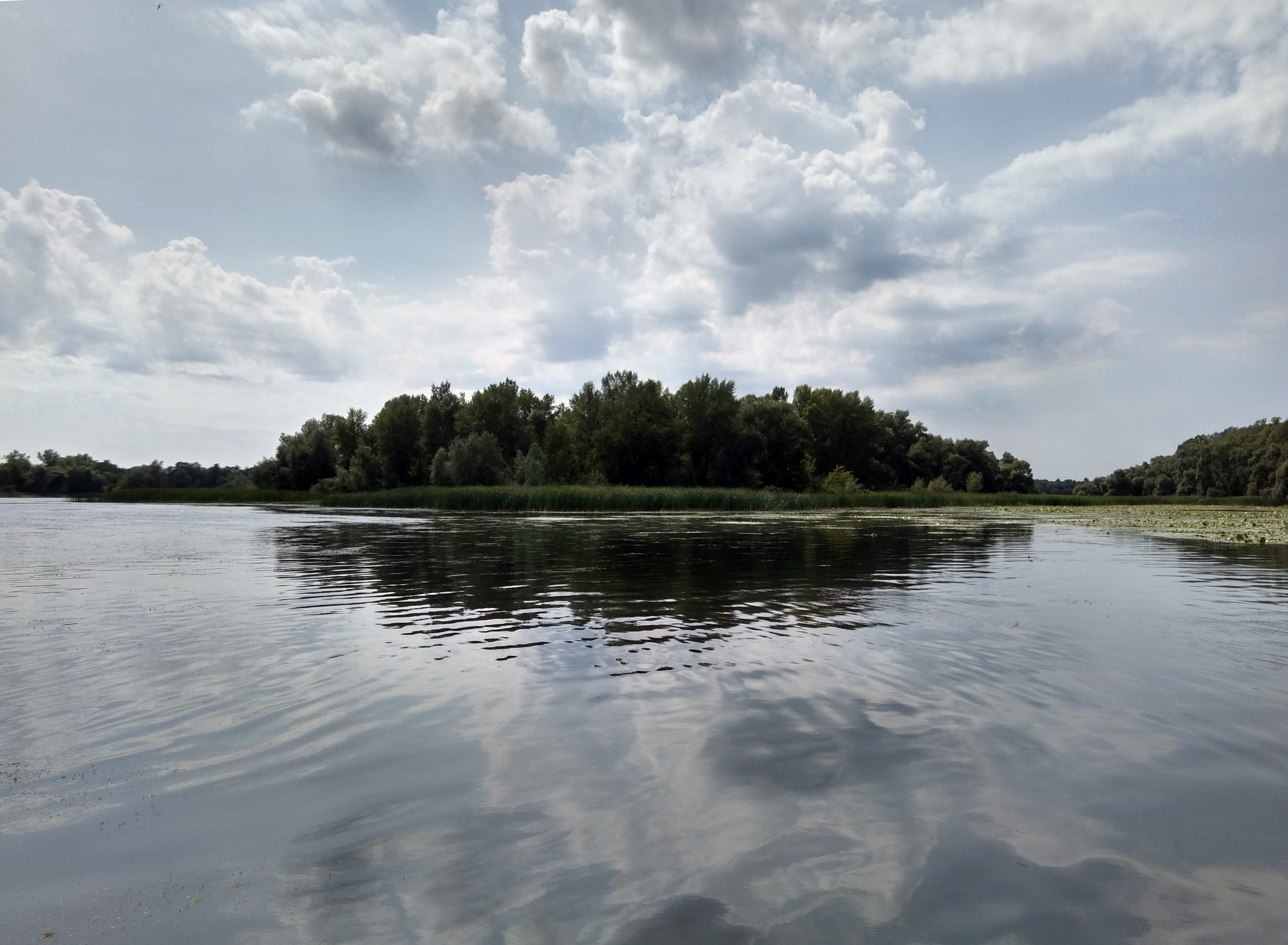
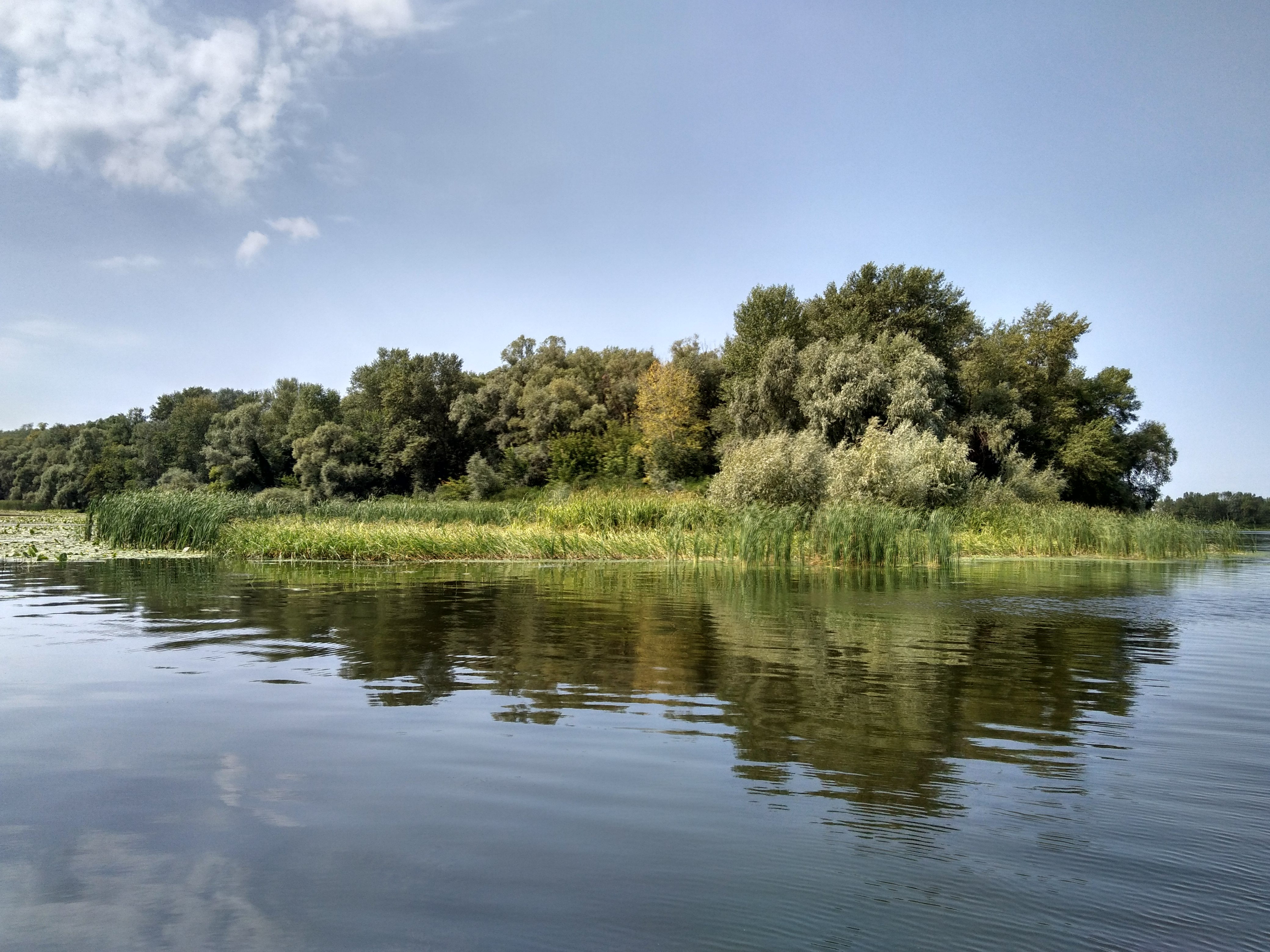
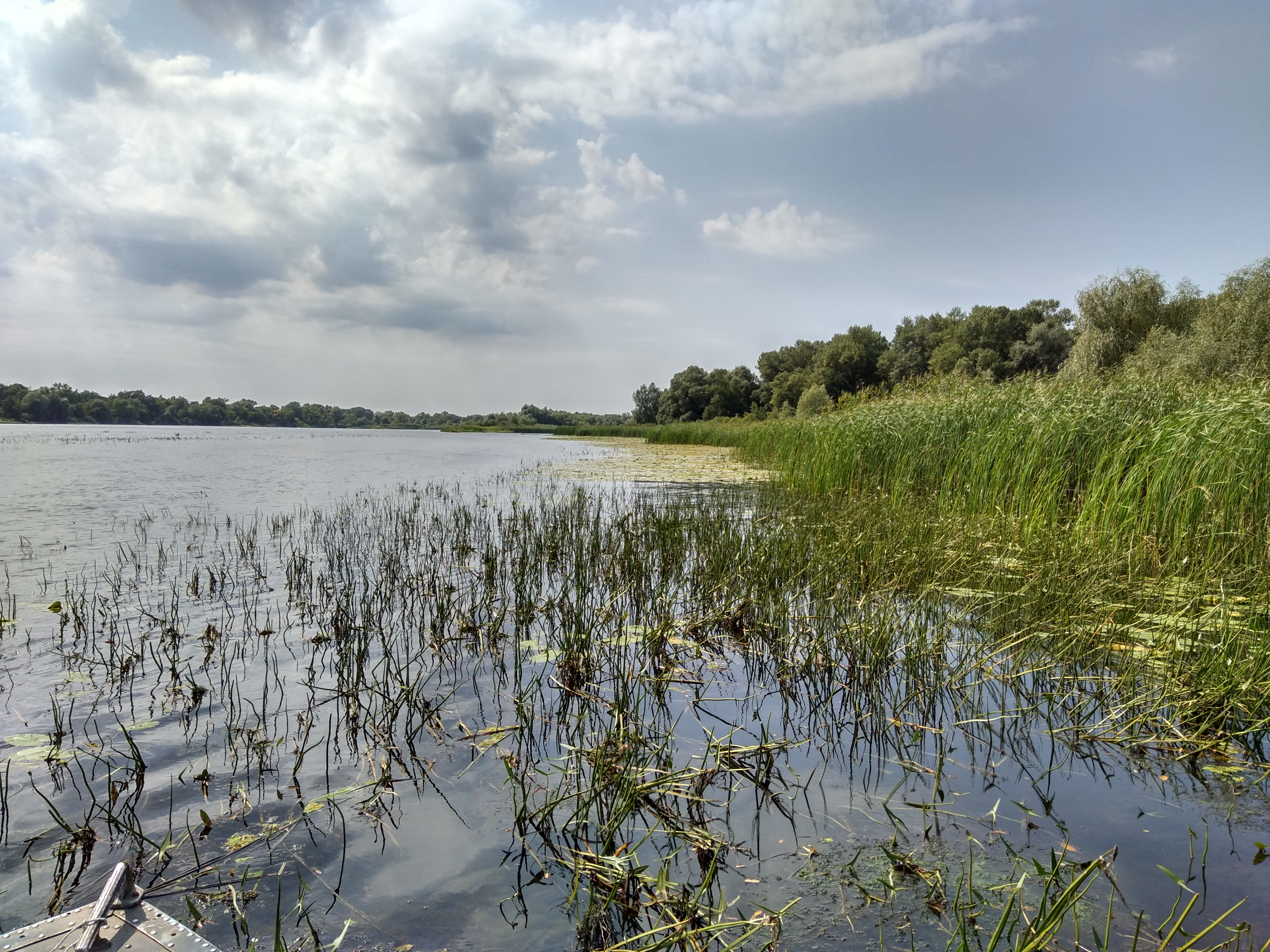
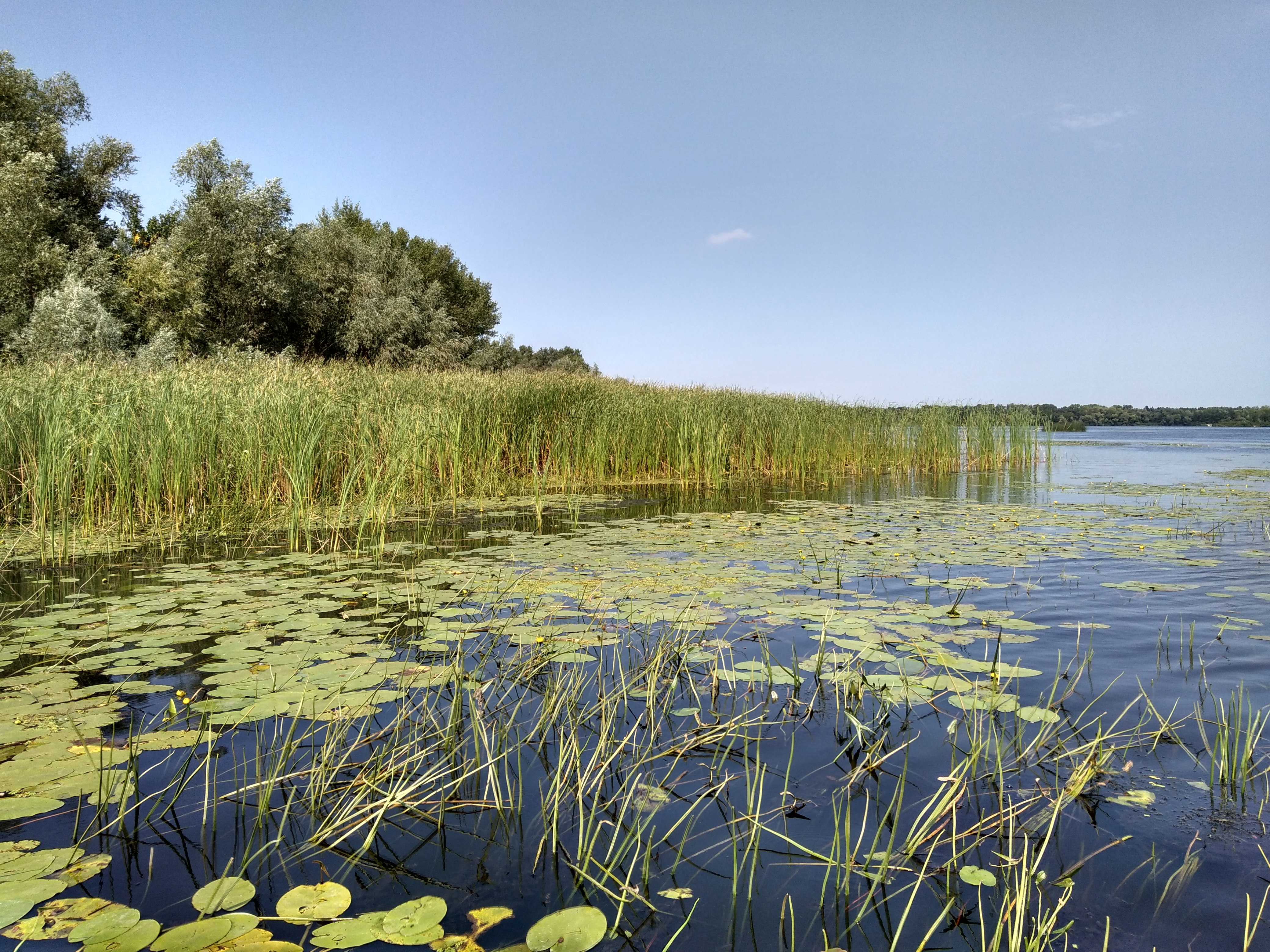
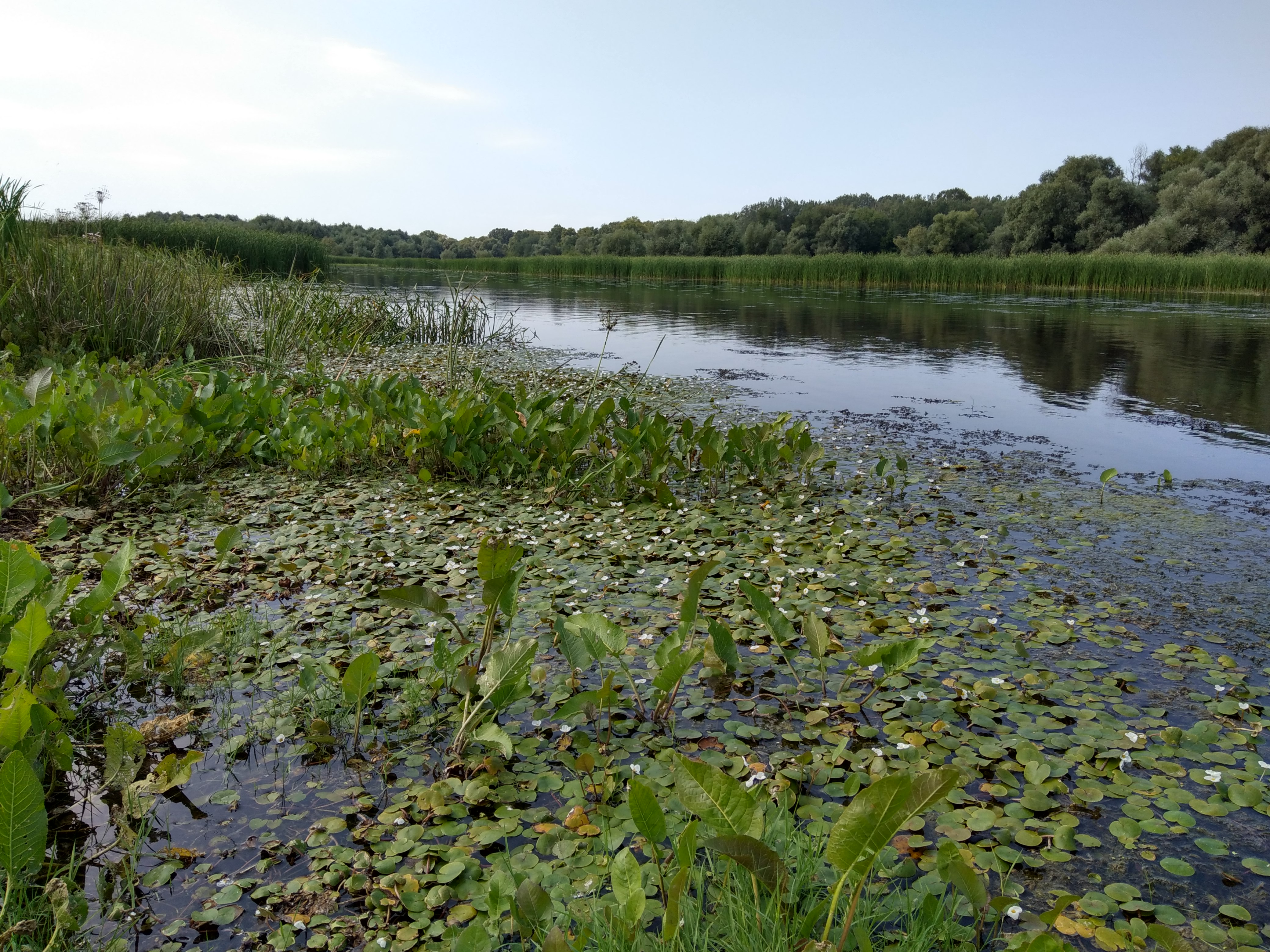
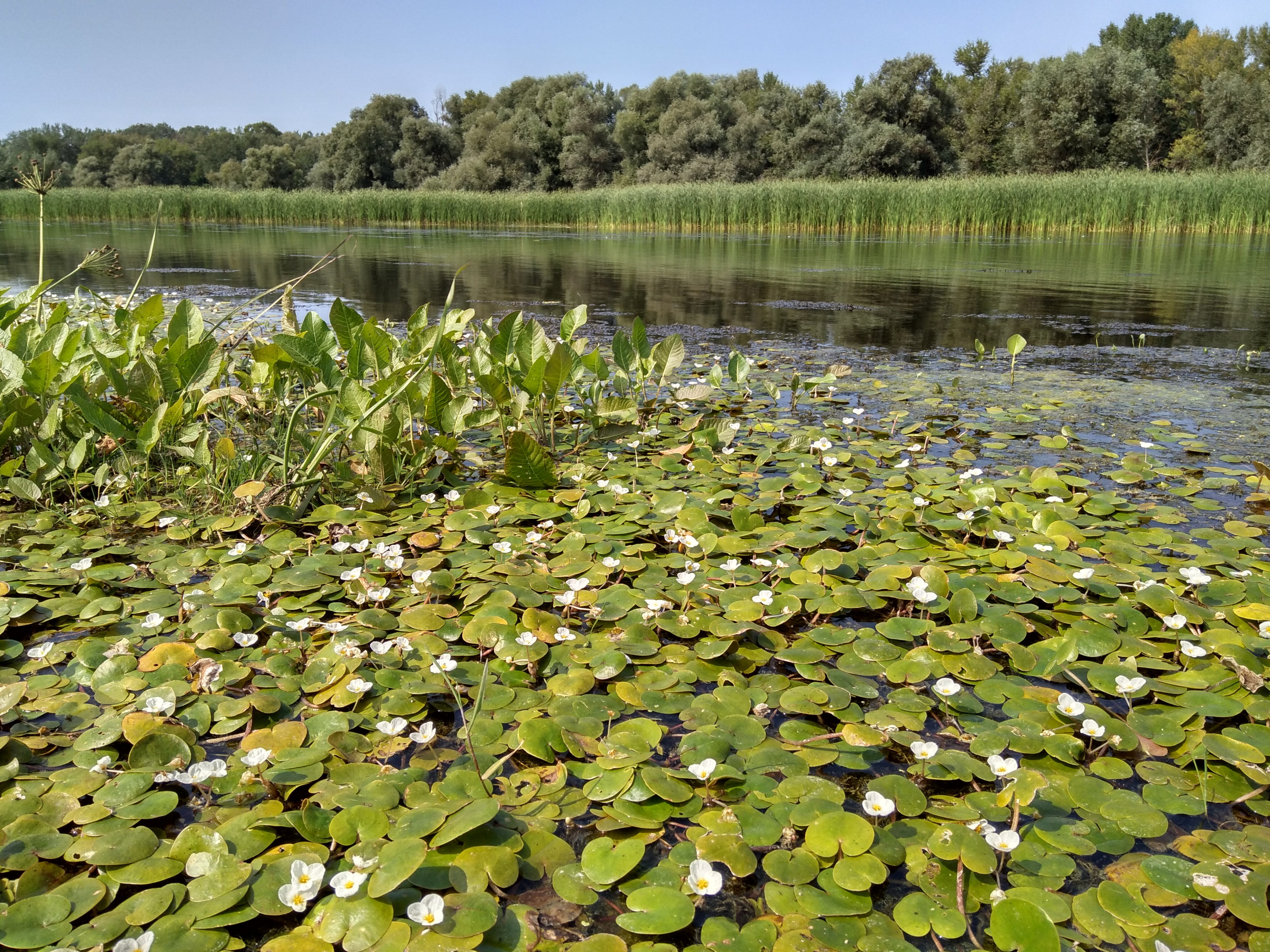
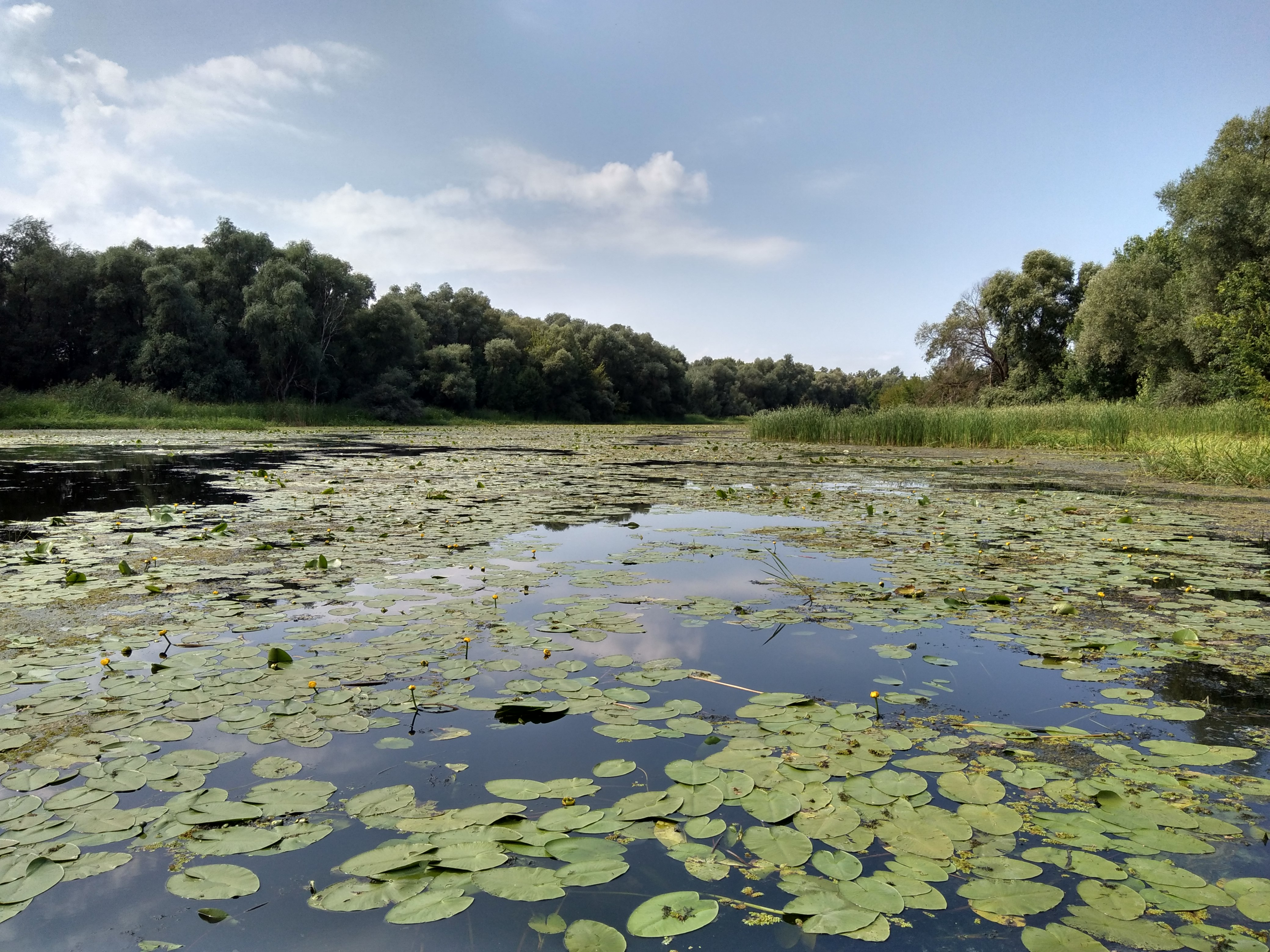
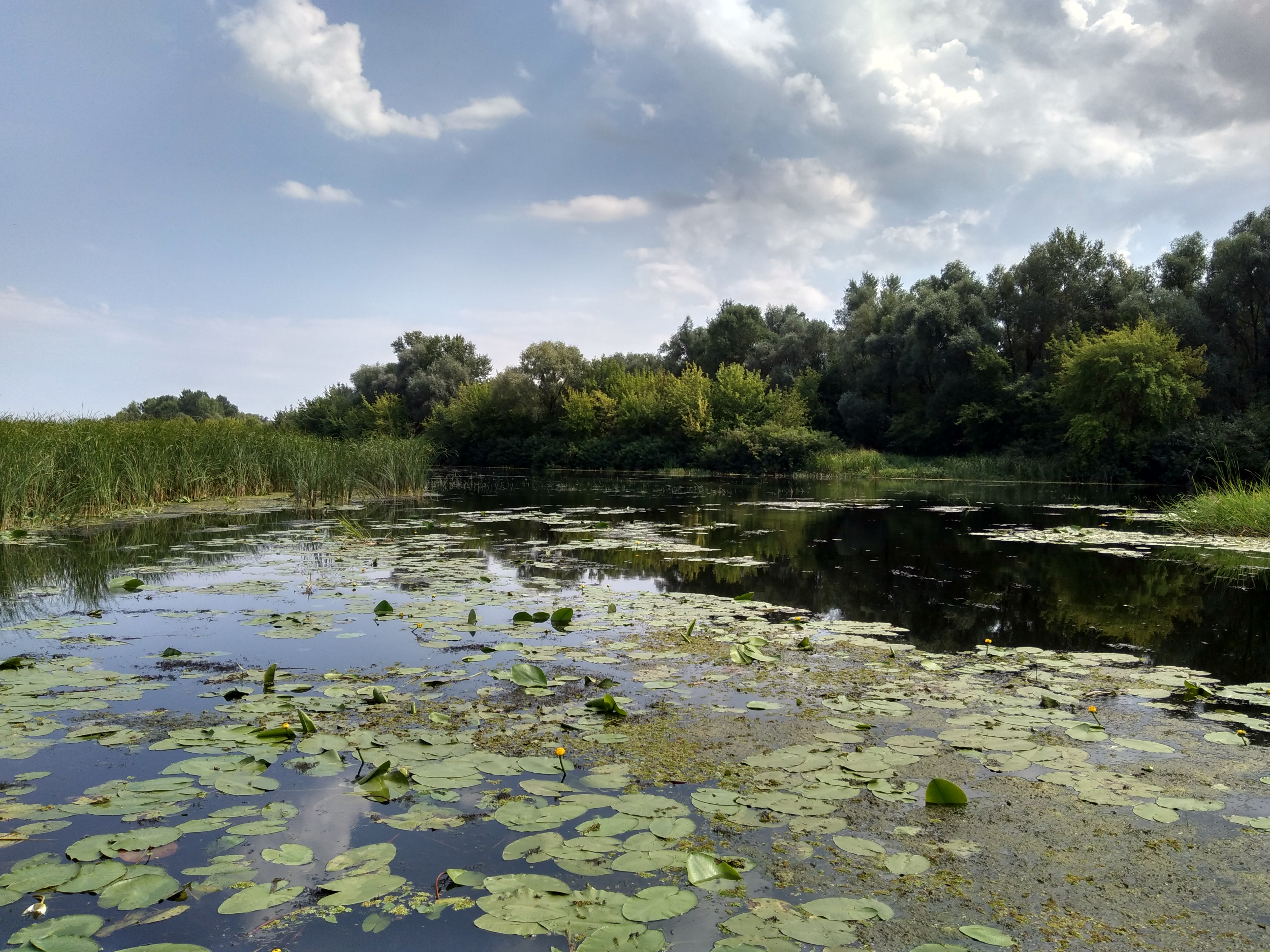
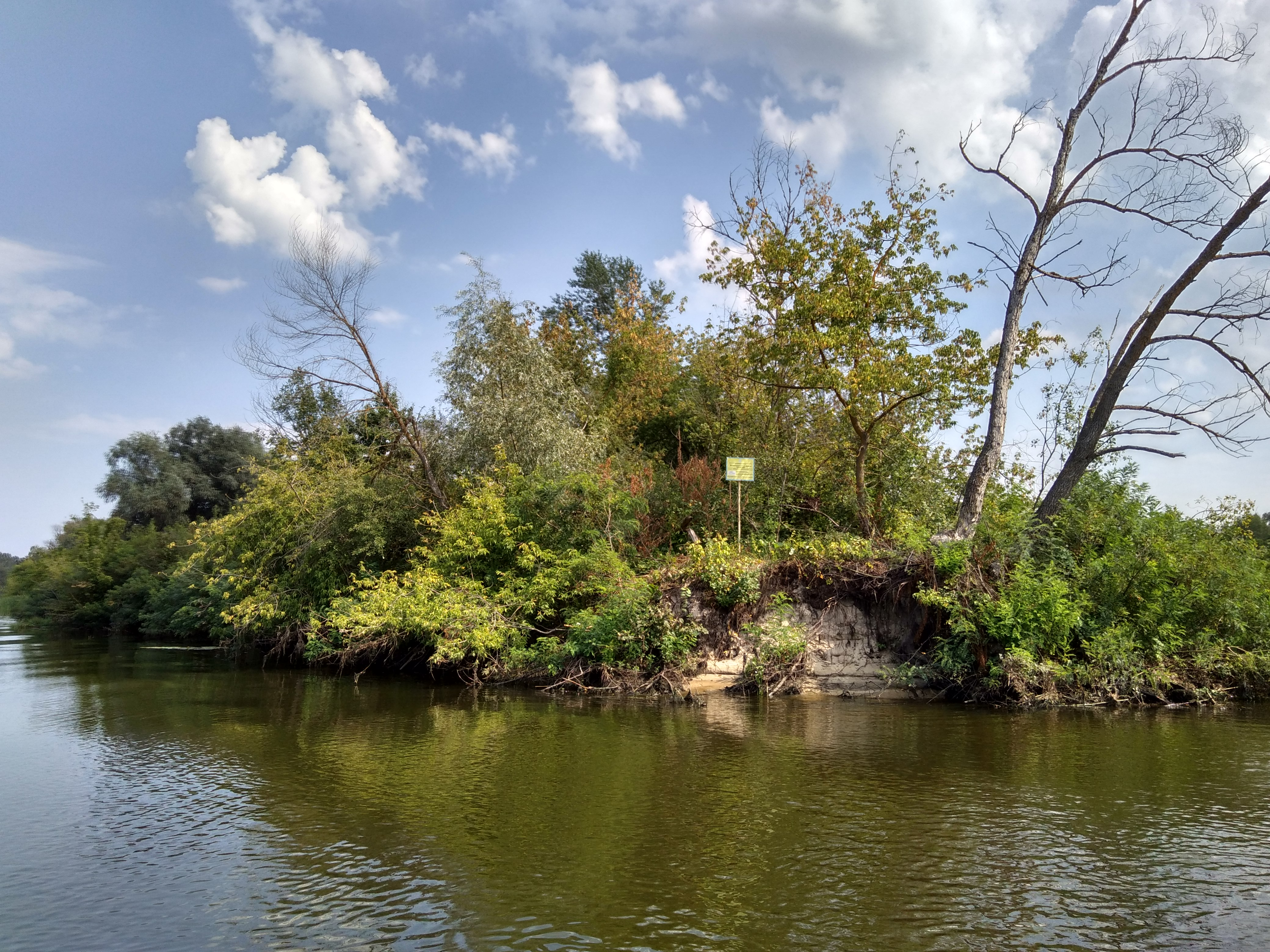
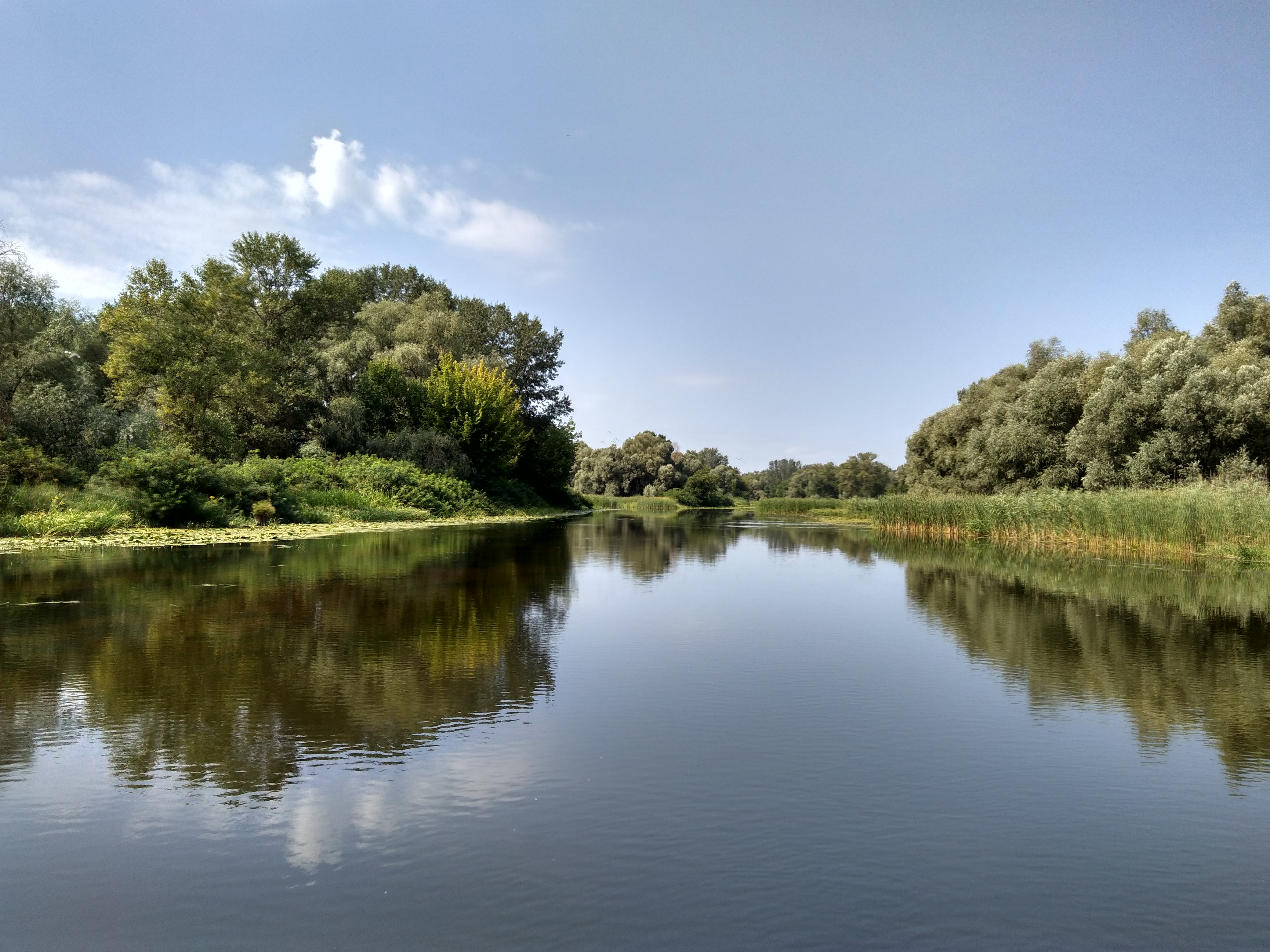
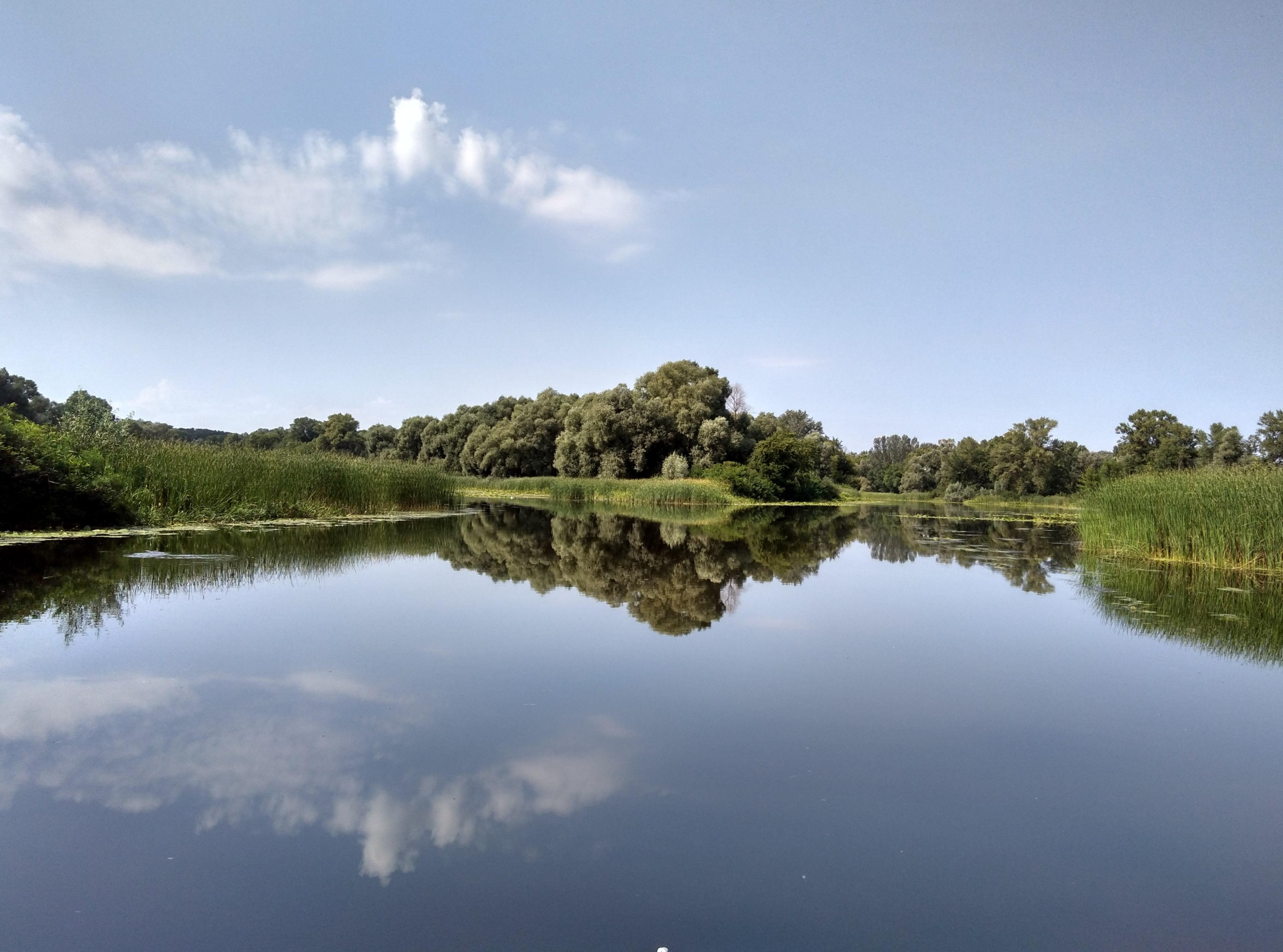
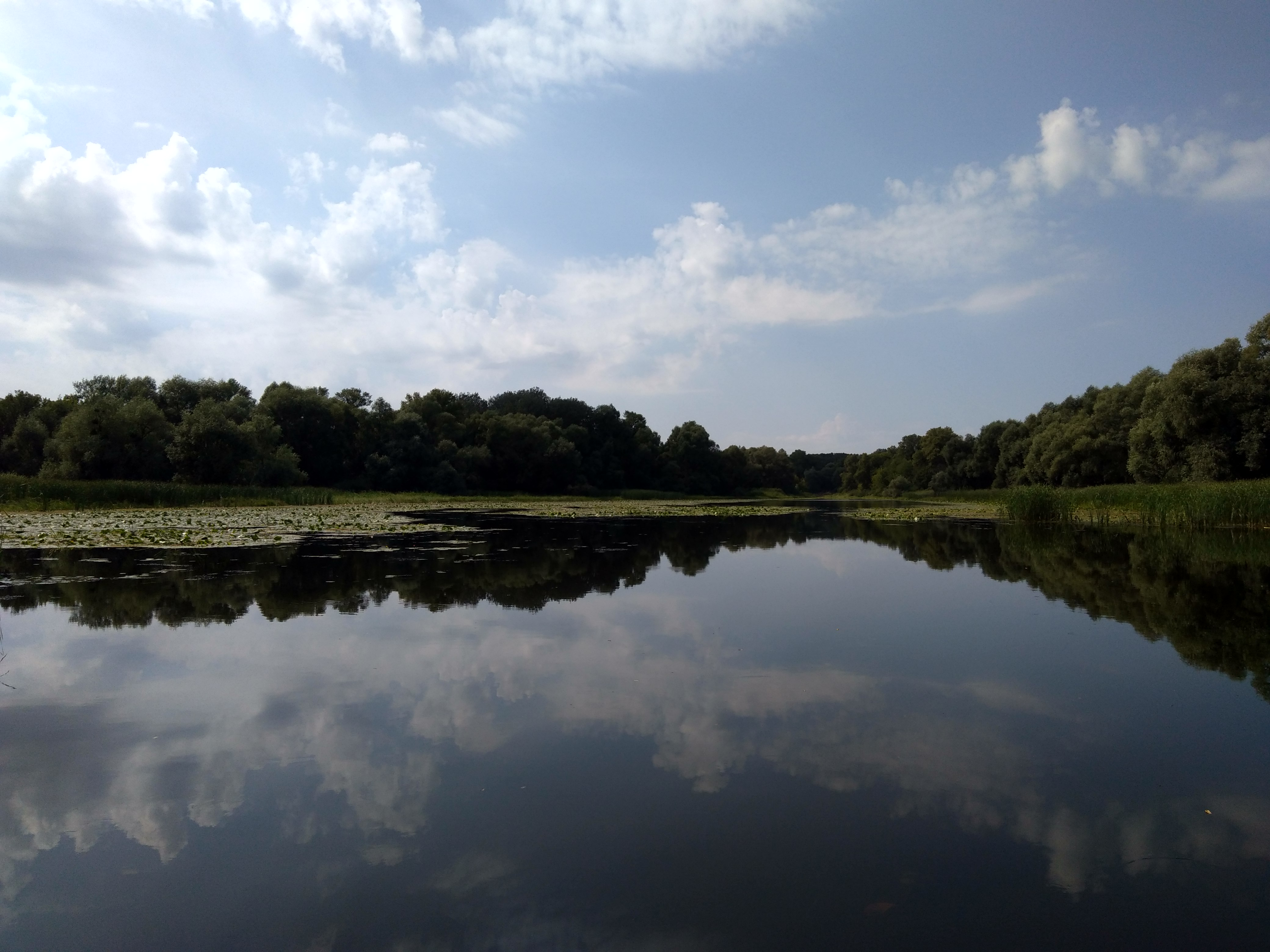
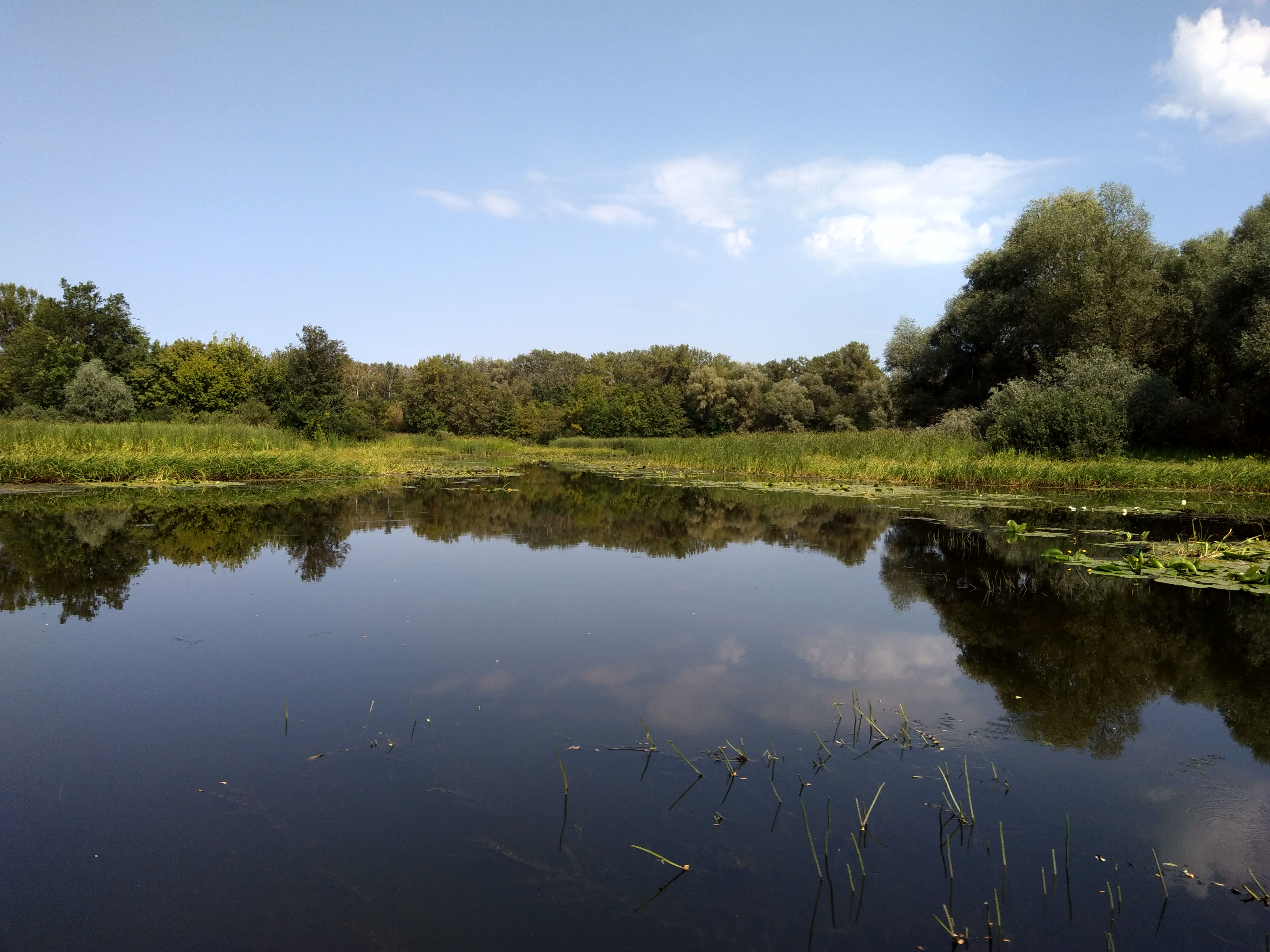
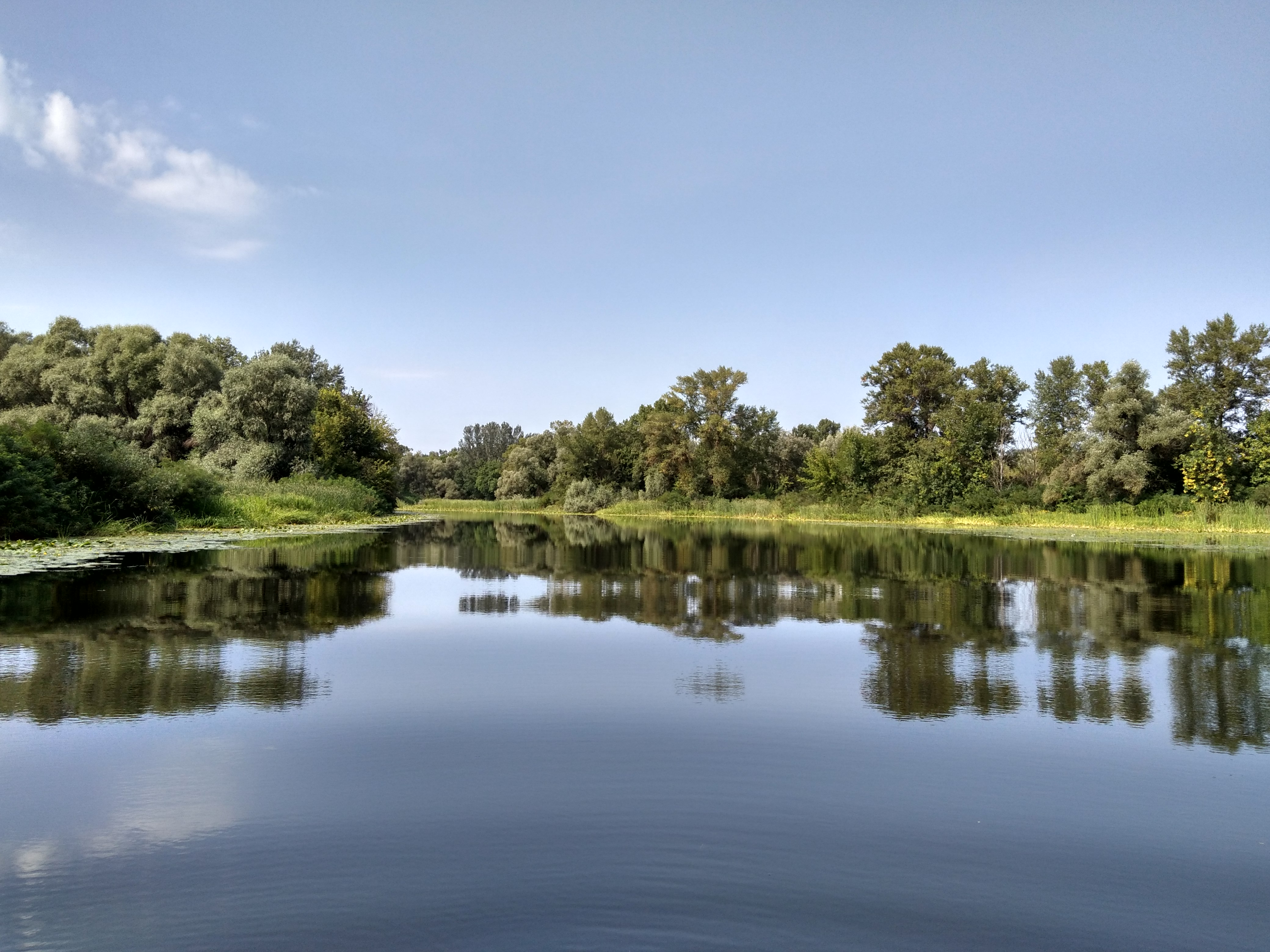
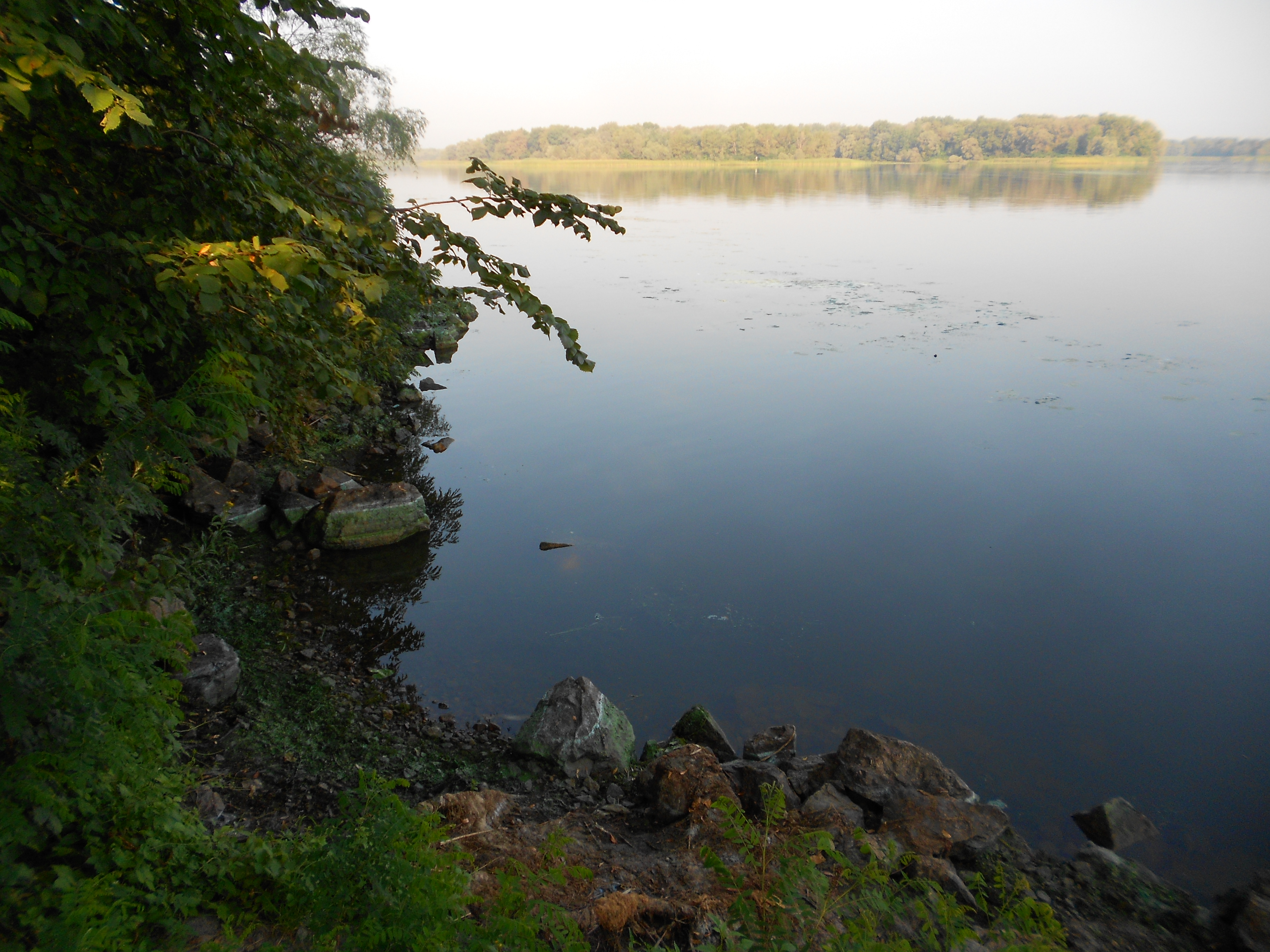